# Мирко Холбус
Мирко Холбус (Београд, 26. јануар 1940 − Београд, 15. јануар 2015) био је југословенски и српски хокејаш на леду. Целокупну играчку каријеру провео је у дресу београдског Партизана, а за репрезентацију Југославије играо је на Светском шампионату 1961. године и ЗОИ 1964. у Инзбрук.
У знак сећања на њега као дугогодишњег играча и председника клуба, ХК Партизан организује Меморијални турнир „Мирко Холбус”, у знак сећања на свог дугогодишњег играча и председника Клуба. Турнир је интернационалног карактера, а на њему учествује подмладак клубова у категоријама од 9 до 11 година.